# Maria Tamaș
Maria Tamaș (n. 19 februarie 1948, Arad, Județul Arad) este un grafician și pictor român. 

## Biografie
Studii: Institutul Pedagogic, Facultatea de desen, Universitatea Timisoara, promotia 1971
Universitatea de West Timisoara , Facultatea de arte, specializarea pictura, clasa profesorului Romulus Nutiu,  promotia 1996.
- Membră a UAP din România, secția Grafică, din anul 1980.
- Debutul: 1972, Expoziția “Primăvara Arădeană”, Ediția IV, mai, cu 5 gravuri.
- Călătorii de studii și documentare: 1982, Danemarca; 1991, Illinois, North Carolina, SUA; 1999, Spania; 1999, Canada; 1990, 2000, Germania, Franța.

## Expoziții

### Expoziții colective
- 1973, 1977, 1979, 1980, 1982, 1985, 1986, 1988, Salonul Republican de Desen și Gravură, Sala DALLES, București.
- 1977, Cluj-Napoca.
- 1988, Salonul Bienal de Desen, Arad.
- 1980, “Expoziția 2050 ani…”, București.
- 1982, Expoziția “Artiștii plastici și pacea”, București.
- 1979, Expoziția Județeană de Artă Decorativă Arad.
- 1972-1990, și 1995, Saloanele județene la Arad.
- 1979, 1981, 1987, 1989, Expoziția Filialei Arad la Timișoara.
- 1972-1989, Expoziția “Primăvara Arădeană”, Arad.
- 1976-1987, Expoziția “Grafica Contemporană Arădeană”, Arad.
- 1975, Expoziția dedicată “Săptămânii artelor plastice”, Arad.
- 1978, Expoziția Națională a tineretului, Iași.
- 1977-1983, Expoziția “Atelier 35”, Arad.
- 1980, 1981, 1982, 1985, Expoziția “Copacul” la Arad și la Timișoara.
- 1980, 1986, Expoziția “Estetica urbană arădeană”, Arad.
- 1980, Expoziția “Omul și munca”, Arad.
- 1979, 1981, 1987, 1989, Expozițiile Filialei Arad la Timișoara.
- 1979, Expoziția UAP Filiala Arad la Turnu Măgurele.
- 1981, Sibiu
- 1987, 1990, Deva.
- 1987, Sala DALLES București.
- 1981, Expoziția “Medium”, Sf. Gheorghe.

### Expoziții internaționale de grup
- 1972, 1990, Expoziția UAP Filiala Arad la Békéscsaba, 1977, Szarvas, 1981, Orosháza, 1966, Gyula, 1977, Kaposvár, Ungaria.
- 1974 și 1977, Zrenjanin, 1981, Subotica, Iugoslavia.
- 1982, Expoziția Contemporană a județului Arad la Rezé, Nantes, Franța.

### Expoziții personale
- 1974, 1976, Arad.
- 1991, Frankfurt, Germania.
- 1992, Chicago, SUA.
- 1994, Eschenbach, Elveția.

## Premii
- 1977, Mențiune specială la “Atelierul 35”; 1978, “Premiul I” la expoziția “Atelierul 35”, Arad;
- 1988, “Premiul II” al UAP din România la Salonul Bienal de Desen Arad, ediția I.

## Lucrări și cronică
- Lucrări în colecții particulare și de stat: România, Germania, Ungaria, Franța, SUA, Elveția.

|  | ...Un gravor remarcabil, care a atins o înaltă treaptă de realizare artistică în deceniul al IX-lea. Tot atunci, ea s-a aflat în fruntea unor inițiative tinerești care au încercat să imprime un ritm mai viu și înnoitor mișcării artistice din Arad. | — Horia Medeleanu |

|  | ...În gravura sa din acea perioadă, ea a năzuit să realizeze o expresie modernă, recurgând la tehnicile utilizate de marii maeștri din trecut. Și poate că efectul și farmecul neobișnuit al lucrărilor sale din acea perioadă s-au născut tocmai din acest efort de a aduce “clasicul” în actualitate, revalorificândul prin filtrul unei sensibilități moderne. Plecarea ei în Germania, pentru o perioadă, a însemnat o pierdere pentru mișcarea artistică arădeană. | — Horia Medeleanu |

|  | ...În acvaforte își precizează Maria Tamaș preferințele realizării artistice. Aflată în posesia unei linii sensibile și a unui desen diafan, elaborează o imagistică străbătută de fior liric și animată de o pulsație tandră. Comunicarea se lasă stimulată imaginar,ivind peisaje ale unui pământ casetat, parcelat, categoric net transfigurat cu o monotonie întreruptă numai de creșterea ierbii și de curbarea dalelor, de zvâcnirea în sus a amorfului geometric... ...Obsedanta imagine a unui pământ geometrizat, arid, pustiu, se amplifică între amintirea unei existențe normale și așteptarea unei reveniri la firesc. Deocamdată, creșterea ierbii și deformarea datelor sunt singurele indicii ale unei posibile normalități rezumate între nostalgie și speranță, între teamă și încredere. | — Ion Iovan |